# Grigorios Kriaridis
Grigorios Kriaridis (gr. Γρηγόρη Κριαρίδη; ur. 27 maja 1990) – grecki zapaśnik walczący w stylu wolnym. Zajął jedenaste miejsce na mistrzostwach Europy w 2010. Brązowy medalista mistrzostw śródziemnomorskich w 2012. Plażowy wicemistrz świata w 2016 roku.